# Ladies Professional Golf Association

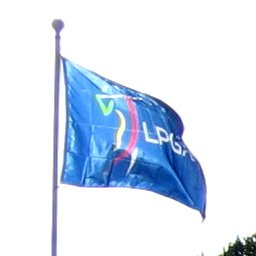
Flaga LPGA

LPGA, czyli Ladies Professional Golf Association – amerykańska organizacja zrzeszająca zawodowe golfistki z siedzibą w Daytona Beach na Florydzie.
LPGA zostało założone w 1950 przez 13 kobiet, w gronie których znajdowała się m.in. Babe Didrikson Zaharias. W chwili obecnej LPGA jest najdłużej istniejącą i największą organizacją spośród wszystkich organizacji w Stanach Zjednoczonych zrzeszających kobiety zawodowo uprawiające sport. Na czele LPGA stoi komisarz, którego funkcję aktualnie wypełnia Michael Whan.
Ladies Professional Golf Association prowadzi LPGA Tour, czyli coroczny cykl cotygodniowych turniejów golfowych rozgrywanych od lutego do listopada, w których biorą udział najlepsze zawodowe golfistki z całego świata.

## Turnieje na LPGA Tour
Większość imprez LPGA rozgrywana jest na terenie Stanów Zjednoczonych a także w Meksyku, Singapurze, Kanadzie, Francji, Wielkiej Brytanii, Chinach, Południowej Korei, Tajlandii oraz Japonii. Cztery spośród turniejów rozgrywanych poza USA jest współsankcjonowana przez inne zawodowe toury. Ladies European Tour współorganizuje Evian Masters i Women's British Open. Pozostałe dwa, rozgrywane w Azji, to Hana Bank KOLON Championship (LPGA of Korea Tour) oraz Mizuno Classic (LPGA of Japan Tour).
Corocznie LPGA organizuje cztery turnieje, które zalicza do Wielkiego Szlema. Są to:
- Kraft Nabisco Championship
- LPGA Championship
- U.S. Women's Open
- Women's British Open

## Udział zawodniczek spoza USA
W ciągu pierwszych dziesięcioleci rozgrywania LPGA Tour był on zdominowany przez golfistki amerykańskie. Pierwszą zawodniczką spoza Stanów Zjednoczonych, która wywalczyła prawo gry na LPGA Tour w 1968 była Sandra Post z Kanady. W chwili obecnej liczebność golfistek reprezentujących resztę Świata jest dużo większa. Ostatnim rokiem kiedy Amerykanka zakończyła sezon na czele listy zarobków był 1993, ostatnim kiedy prowadziła w liczbie wygranych turniejów w sezonie był 1996, a w latach 2000-2009 zawodniczki spoza USA wygrały 31 spośród 40 turniejów wielkoszlemowych. W sezonie 2010 na LPGA Tour grały 122 zawodniczki nie legitymujące się amerykańskim paszportem, w tym 47 z Korei Południowej, 14 ze Szwecji, 10 z Australii, 8 z Wielkiej Brytanii, 7 z Kanady, 5 z Tajwanu, oraz 4 z Japonii.

## Inne toury w gestii LPGA
Poza LPGA Tour w pieczy LPGA znajdują się też inne rozgrywki. Futures Tour jest rodzajem przedsionka (drugiej ligi) dla zawodniczek. Czołówka graczek znajdujących się na liście rankingowej na końcu sezonu Futures Tour uzyskuje prawo gry w następnych sezonie na LPGA Tour. Alternatywnym sposobem otrzymania pełnej lub warunkowej karty LPGA Tour jest zajęcie odpowiednio wysokiego miejsca w rozgrywanym pod koniec każdego sezonu turnieju Qualifying School.
W 2001 LPGA zainaugurowała Women's Senior Golf Tour, nazywany Legends Tour, w którym prawo gry mają zawodniczki po przekroczeniu wieku 45 lat.

## Kalendarz LPGA Tour 2010
Liczby w nawiasach poprzedzające nazwiska zwycięzców odpowiadają liczbie dotychczasowych indywidualnych zwycięstw danej zawodniczki w oficjalnych zawodach LPGA Tour włączając tenże turniej.
| Daty                       | Turniej                             | Miejsce           | Zwyciężczyni      |
| -------------------------- | ----------------------------------- | ----------------- | ----------------- |
| 18-21 lutego               | Honda LPGA Thailand                 | Tajlandia         | Ai Miyazato (2)   |
| 25-28 lutego               | HSBC Women's Champions              | Singapur          | Ai Miyazato (3)   |
| 25-28 marca                | Kia Classic                         | Kalifornia        | Seo Hee-kyung (1) |
| 1-4 kwietnia               | Kraft Nabisco Championship          | Kalifornia        | Yani Tseng (3)    |
| 15-16 kwietnia             | The Mojo 6                          | Jamajka           |                   |
| 29 kwietnia-2 maja         | Tres Marias Championship            | Meksyk            |                   |
| 13-16 maja                 | Bell Micro LPGA Classic             | Alabama           |                   |
| 20-23 maja                 | Sybase Match Play Championship      | New Jersey        |                   |
| 10-13 czerwca              | State Farm Classic                  | Illinois          |                   |
| 18-20 czerwca              | ShopRite LPGA Classic               | New Jersey        |                   |
| 24-27 czerwca              | LPGA Championship                   | Nowy Jork         |                   |
| 1-4 lipca                  | Jamie Farr Owens Corning Classic    | Ohio              |                   |
| 8-11 lipca                 | U.S. Women's Open                   | Pensylwania       |                   |
| 22-25 lipca                | Evian Masters                       | Francja           |                   |
| 29 lipca-1 sierpnia        | Women's British Open                | Anglia            |                   |
| 20-22 sierpnia             | Safeway Classic                     | Oregon            |                   |
| 26-29 sierpnia             | Canadian Women's Open               | Kanada            |                   |
| 10-12 września             | P&G Beauty NW Arkansas Championship | Arkansas          |                   |
| 30 września-3 października | Acapulco LPGA Classic               | Meksyk            |                   |
| 7-10 października          | Navistar LPGA Classic               | Alabama           |                   |
| 14-17 października         | CVS/pharmacy LPGA Challenge         | Kalifornia        |                   |
| 22-24 października         | LPGA China                          | Chiny             |                   |
| 29-31 października         | Hana Bank-KOLON Championship        | Korea Południowa  |                   |
| 5-7 listopada              | Mizuno Classic                      | Japonia           |                   |
| 11-14 listopada            | Lorena Ochoa Invitational           | Meksyk            |                   |
| 18-21 listopada            | LPGA Tour Championship              | Stany Zjednoczone |                   |

Turnieje wielkoszlemowe zostały wytłuszczone.

### Archiwalne dane
| Sezon | Liczba turniejów | Liczba krajów będących gospodarzami turniejów | Sumaryczna pula nagród ($) |
| ----- | ---------------- | --------------------------------------------- | -------------------------- |
| 2009  | 28               | 9                                             | 47.600.000                 |
| 2008  | 34               | 8                                             | 60.300.000                 |
| 2007  | 31               | 8                                             | 54.285.000                 |
| 2006  | 33               | 8                                             | 50.275.000                 |
| 2005  | 32               | 7                                             | 45.100.000                 |
| 2004  | 32               | 6                                             | 42.875.000                 |

Sumaryczna pula nagród ($) na przestrzeni dekad:
- 2000: 38.500.000
- 1990: 17.100.000
- 1980: 5.150.000
- 1970: 435.040
- 1960: 186.700
- 1950: 50.000

## Nagrody LPGA Tour
Spośród corocznie przyznawanych przez LPGA nagród trzy mają na celu wyróżnienie golfistek w kategoriach bezpośrednio związanych z wynikami uzyskanymi podczas turniejów w danym sezonie.
- Player of the Year – wręczana liderce klasyfikacji, opartej na systemie punktów przyznawanych następująco:
  - punktowane są miejsca w pierwszej dziesiątce: 30 punktów za 1., 12 za 2., 9 za 3., 7, 6, 5, 4, 3, 2, 1 odpowiednio za kolejne od 4. do 10.,
  - punktacja dla turniejów wielkoszlemowych jest podwajana.
- Vare Trophy – nazwana dla upamiętnienia Glenny Collett-Vare przyznawana jest golfistce z najniższą średnią uderzeń,
- Louise Suggs Rookie of the Year – nagroda nosząca imię jednej z współzałożycielek LPGA Louise Suggs przeznaczona jest dla najlepszej debiutantki wyznaczonej w oparciu o punkty przyznawane w poniższy sposób:
  - punktowane są występy w turniejach w których golfistka przeszła cuta, 150 punktów za 1. miejsce, 80 za 2., 75 za 3., 70 za 4., 65 za 5. Za kolejne miejsca aż do 41. przyznawana jest liczba punktów monotonicznie zmniejszana o 3 z każdą pozycją. Miejsca poniżej 41. punktowane są tą samą liczbą 5 punktów
  - punktacja dla turniejów wielkoszlemowych jest podwajana.

| Sezon | Player of the Year | Vare Trophy      | Rookie of the Year |
| ----- | ------------------ | ---------------- | ------------------ |
| 2009  | Lorena Ochoa       | Lorena Ochoa     | Jiyai Shin         |
| 2008  | Lorena Ochoa       | Lorena Ochoa     | Yani Tseng         |
| 2007  | Lorena Ochoa       | Lorena Ochoa     | Angela Park        |
| 2006  | Lorena Ochoa       | Lorena Ochoa     | Lee Seon-hwa       |
| 2005  | Annika Sörenstam   | Annika Sörenstam | Paula Creamer      |
| 2004  | Annika Sörenstam   | Grace Park       | Ahn Shi-hyun       |
| 2003  | Annika Sörenstam   | Pak Se-ri        | Lorena Ochoa       |
| 2002  | Annika Sörenstam   | Annika Sörenstam | Beth Bauer         |
| 2001  | Annika Sörenstam   | Annika Sörenstam | Han Hee-won        |
| 2000  | Karrie Webb        | Karrie Webb      | Dorothy Delasin    |
| 1999  | Karrie Webb        | Karrie Webb      | Kim Mi-hyun        |
| 1998  | Annika Sörenstam   | Annika Sörenstam | Pak Se-ri          |
| 1997  | Annika Sörenstam   | Karrie Webb      | Lisa Hackney       |
| 1996  | Laura Davies       | Annika Sörenstam | Karrie Webb        |
| 1995  | Annika Sörenstam   | Annika Sörenstam | Pat Hurst          |
| 1994  | Beth Daniel        | Beth Daniel      | Annika Sörenstam   |
| 1993  | Betsy King         | Betsy King       | Suzanne Strudwick  |
| 1992  | Dottie Mochrie     | Dottie Mochrie   | Helen Alfredsson   |
| 1991  | Pat Bradley        | Pat Bradley      | Brandie Burton     |
| 1990  | Beth Daniel        | Beth Daniel      | Hiromi Kobayashi   |
| 1989  | Betsy King         | Beth Daniel      | Pamela Wright      |
| 1988  | Nancy Lopez        | Colleen Walker   | Liselotte Neumann  |
| 1987  | Ayako Okamoto      | Betsy King       | Tammie Green       |
| 1986  | Pat Bradley        | Pat Bradley      | Jody Rosenthal     |
| 1985  | Nancy Lopez        | Nancy Lopez      | Penny Hammel       |
| 1984  | Betsy King         | Patty Sheehan    | Juli Inkster       |
| 1983  | Patty Sheehan      | JoAnne Carner    | Stephanie Farwig   |
| 1982  | JoAnne Carner      | JoAnne Carner    | Patti Rizzo        |
| 1981  | JoAnne Carner      | JoAnne Carner    | Patty Sheehan      |
| 1980  | Beth Daniel        | Amy Alcott       | Myra Blackwelder   |
| 1979  | Nancy Lopez        | Nancy Lopez      | Beth Daniel        |
| 1978  | Nancy Lopez        | Nancy Lopez      | Nancy Lopez        |
| 1977  | Judy Rankin        | Judy Rankin      | Debbie Massey      |
| 1976  | Judy Rankin        | Judy Rankin      | Bonnie Lauer       |
| 1975  | Sandra Palmer      | JoAnne Carner    | Amy Alcott         |
| 1974  | JoAnne Carner      | JoAnne Carner    | Jan Stephenson     |
| 1973  | Kathy Whitworth    | Judy Rankin      | Laura Baugh        |
| 1972  | Kathy Whitworth    | Kathy Whitworth  | Jocelyne Bourassa  |
| 1971  | Kathy Whitworth    | Kathy Whitworth  | Sally Little       |
| 1970  | Sandra Haynie      | Amy Alcott       | JoAnne Carner      |
| 1969  | Kathy Whitworth    | Kathy Whitworth  | Jane Blalock       |
| 1968  | Kathy Whitworth    | Carol Mann       | Sandra Post        |
| 1967  | Kathy Whitworth    | Kathy Whitworth  | Sharron Moran      |
| 1966  | Kathy Whitworth    | Kathy Whitworth  | Jan Ferraris       |
| 1965  | –                  | Kathy Whitworth  | Margie Masters     |
| 1964  | –                  | Mickey Wright    | Susie Berning      |
| 1963  | –                  | Mickey Wright    | Clifford Ann Creed |
| 1962  | –                  | Mickey Wright    | Mary Mills         |
| 1961  | –                  | Mickey Wright    | –                  |
| 1960  | –                  | Mickey Wright    | –                  |
| 1959  | –                  | Betsy Rawls      | –                  |
| 1958  | –                  | Beverly Hanson   | –                  |
| 1957  | –                  | Louise Suggs     | –                  |
| 1956  | –                  | Patty Berg       | –                  |
| 1955  | –                  | Patty Berg       | –                  |
| 1954  | –                  | Babe Zaharias    | –                  |
| 1953  | –                  | Patty Berg       | –                  |

## Triumfatorki listy zarobków
| Sezon | Zawodniczka      | Kraj              | Zarobki ($) | Najwięcej wygranych                          |
| ----- | ---------------- | ----------------- | ----------- | -------------------------------------------- |
| 2009  | Jiyai Shin       | Korea Południowa  | 1.807.334   | 3 – Jiyai Shin, Lorena Ochoa                 |
| 2008  | Lorena Ochoa     | Meksyk            | 2.754.660   | 7 – Lorena Ochoa                             |
| 2007  | Lorena Ochoa     | Meksyk            | 4.364.994   | 8 – Lorena Ochoa                             |
| 2006  | Lorena Ochoa     | Meksyk            | 2.592.872   | 6 – Lorena Ochoa                             |
| 2005  | Annika Sörenstam | Szwecja           | 2.588.240   | 10 – Annika Sörenstam                        |
| 2004  | Annika Sörenstam | Szwecja           | 2.544.707   | 8 – Annika Sörenstam                         |
| 2003  | Annika Sörenstam | Szwecja           | 2.029.506   | 6 – Annika Sörenstam                         |
| 2002  | Annika Sörenstam | Szwecja           | 2.863.904   | 11 – Annika Sörenstam                        |
| 2001  | Annika Sörenstam | Szwecja           | 2.105.868   | 8 – Annika Sörenstam                         |
| 2000  | Karrie Webb      | Australia         | 1.876.853   | 7 – Karrie Webb                              |
| 1999  | Karrie Webb      | Australia         | 1.591.959   | 6 – Karrie Webb                              |
| 1998  | Annika Sörenstam | Szwecja           | 1.092.748   | 4 – Annika Sörenstam, Se Ri Pak              |
| 1997  | Annika Sörenstam | Szwecja           | 1.236.789   | 6 – Annika Sörenstam                         |
| 1996  | Karrie Webb      | Australia         | 1.002.000   | 4 – Laura Davies, Dottie Pepper, Karrie Webb |
| 1995  | Annika Sörenstam | Szwecja           | 666.533     | 3 – Annika Sörenstam                         |
| 1994  | Laura Davies     | Anglia            | 687.201     | 4 – Beth Daniel                              |
| 1993  | Betsy King       | Stany Zjednoczone | 595.992     | 3 – Brandie Burton                           |
| 1992  | Dottie Mochrie   | Stany Zjednoczone | 693.335     | 4 – Dottie Mochrie                           |
| 1991  | Pat Bradley      | Stany Zjednoczone | 763.118     | 4 – Pat Bradley, Meg Mallon                  |
| 1990  | Beth Daniel      | Stany Zjednoczone | 863.578     | 7 – Beth Daniel                              |
| 1989  | Betsy King       | Stany Zjednoczone | 654.132     | 6 – Betsy King                               |
| 1988  | Sherri Turner    | Stany Zjednoczone | 350.851     | 3 – pięć golfistek                           |
| 1987  | Ayako Okamoto    | Japonia           | 466.034     | 5 – Jane Geddes                              |
| 1986  | Pat Bradley      | Stany Zjednoczone | 492.021     | 5 – Pat Bradley                              |
| 1985  | Nancy Lopez      | Stany Zjednoczone | 416.472     | 5 – Nancy Lopez                              |
| 1984  | Betsy King       | Stany Zjednoczone | 266.771     | 4 – Patty Sheehan, Amy Alcott                |
| 1983  | JoAnne Carner    | Stany Zjednoczone | 291.404     | 4 – Pat Bradley, Patty Sheehan               |
| 1982  | JoAnne Carner    | Stany Zjednoczone | 310.400     | 5 – JoAnne Carner, Beth Daniel               |
| 1981  | Beth Daniel      | Stany Zjednoczone | 206.998     | 5 – Donna Caponi                             |
| 1980  | Beth Daniel      | Stany Zjednoczone | 231.000     | 5 – Donna Caponi. JoAnne Carner              |
| 1979  | Nancy Lopez      | Stany Zjednoczone | 197.489     | 8 – Nancy Lopez                              |
| 1978  | Nancy Lopez      | Stany Zjednoczone | 189.814     | 9 – Nancy Lopez                              |
| 1977  | Judy Rankin      | Stany Zjednoczone | 122.890     | 5 – Judy Rankin, Debbie Austin               |
| 1976  | Judy Rankin      | Stany Zjednoczone | 150.734     | 6 – Judy Rankin                              |
| 1975  | Sandra Palmer    | Stany Zjednoczone | 76.374      | 4 – Carol Mann, Sandra Haynie                |
| 1974  | JoAnne Carner    | Stany Zjednoczone | 87.094      | 6 – JoAnne Carner, Sandra Haynie             |
| 1973  | Kathy Whitworth  | Stany Zjednoczone | 82.864      | 7 – Kathy Whitworth                          |
| 1972  | Kathy Whitworth  | Stany Zjednoczone | 65.063      | 5 – Kathy Whitworth, Jane Blalock            |
| 1971  | Kathy Whitworth  | Stany Zjednoczone | 41.181      | 5 – Kathy Whitworth                          |
| 1970  | Kathy Whitworth  | Stany Zjednoczone | 30.235      | 4 – Shirley Englehorn                        |
| 1969  | Carol Mann       | Stany Zjednoczone | 49.152      | 8 – Carol Mann                               |
| 1968  | Kathy Whitworth  | Stany Zjednoczone | 48.379      | 10 – Carol Mann, Kathy Whitworth             |
| 1967  | Kathy Whitworth  | Stany Zjednoczone | 32.937      | 8 – Kathy Whitworth                          |
| 1966  | Kathy Whitworth  | Stany Zjednoczone | 33.517      | 9 – Kathy Whitworth                          |
| 1965  | Kathy Whitworth  | Stany Zjednoczone | 28.658      | 8 – Kathy Whitworth                          |
| 1964  | Mickey Wright    | Stany Zjednoczone | 29.800      | 11 – Mickey Wright                           |
| 1963  | Mickey Wright    | Stany Zjednoczone | 31.269      | 13 – Mickey Wright                           |
| 1962  | Mickey Wright    | Stany Zjednoczone | 21.641      | 10 – Mickey Wright                           |
| 1961  | Mickey Wright    | Stany Zjednoczone | 22.236      | 10 – Mickey Wright                           |
| 1960  | Louise Suggs     | Stany Zjednoczone | 16.892      | 6 – Mickey Wright                            |
| 1959  | Betsy Rawls      | Stany Zjednoczone | 26.774      | 10 – Betsy Rawls                             |
| 1958  | Beverly Hanson   | Stany Zjednoczone | 12.639      | 5 – Mickey Wright                            |
| 1957  | Patty Berg       | Stany Zjednoczone | 16.272      | 5 – Betsy Rawls, Patty Berg                  |
| 1956  | Marlene Hagge    | Stany Zjednoczone | 20.235      | 8 – Marlene Hagge                            |
| 1955  | Patty Berg       | Stany Zjednoczone | 16.492      | 6 – Patty Berg                               |
| 1954  | Patty Berg       | Stany Zjednoczone | 16.011      | 5 – Louise Suggs, Babe Zaharias              |
| 1953  | Louise Suggs     | Stany Zjednoczone | 19.816      | 8 – Louise Suggs                             |
| 1952  | Betsy Rawls      | Stany Zjednoczone | 14.505      | 6 – Betsy Rawls, Louise Suggs                |
| 1951  | Babe Zaharias    | Stany Zjednoczone | 15.087      | 7 – Babe Zaharias                            |
| 1950  | Babe Zaharias    | Stany Zjednoczone | 14.800      | 6 – Babe Zaharias                            |

## Liderki listy życiowych zarobków
Tabela przedstawia czołową dwudziestkę golfistek, które do 2009 włącznie zarobiły najwyższe sumy nagród pieniężnych. LPGA co tydzień publikuje uaktualnioną pełną listę sumarycznych zarobków.
| Miejsce | Golfistka         | Państwo           | Okres     | Suma nagród ($) |
| ------- | ----------------- | ----------------- | --------- | --------------- |
| 1       | Annika Sörenstam  | Szwecja           | 1993-2009 | 22.573.192      |
| 2       | Karrie Webb       | Australia         | 1995-2009 | 15.279.622      |
| 3       | Lorena Ochoa      | Meksyk            | 2003-2009 | 14.686.137      |
| 4       | Juli Inkster      | Stany Zjednoczone | 1983-2009 | 12.721.919      |
| 5       | Pak Se-ri         | Korea Południowa  | 1997-2009 | 10.600.906      |
| 6       | Cristie Kerr      | Stany Zjednoczone | 1997-2009 | 10.458.636      |
| 7       | Meg Mallon        | Stany Zjednoczone | 1987-2009 | 9.044.059       |
| 8       | Beth Daniel       | Stany Zjednoczone | 1979-2007 | 8.755.733       |
| 9       | Laura Davies      | Anglia            | 1986-2009 | 8.634.263       |
| 10      | Kim Mi-hyun       | Korea Południowa  | 1999-2009 | 8.383.076       |
| 11      | Rosie Jones       | Stany Zjednoczone | 1982-2006 | 8.355.068       |
| 12      | Betsy King        | Stany Zjednoczone | 1977-2005 | 7.637.621,50    |
| 13      | Paula Creamer     | Stany Zjednoczone | 2005-2009 | 6.968.600       |
| 14      | Dottie Pepper     | Stany Zjednoczone | 1988-2004 | 6.827.284       |
| 15      | Lorie Kane        | Kanada            | 1996-2008 | 6.697.214       |
| 16      | Pat Hurst         | Stany Zjednoczone | 1991-2009 | 6.534.413       |
| 17      | Jang Jeong        | Korea Południowa  | 2000-2009 | 6.175.003       |
| 18      | Han Hee-won       | Korea Południowa  | 1998-2009 | 6.093.687       |
| 19      | Catriona Matthew  | Szkocja           | 1995-2009 | 5.975.227       |
| 20      | Sherri Steinhauer | Stany Zjednoczone | 1986-2008 | 5.929.838       |